# The Grand Military Parade
The Grand Military Parade és una pel·lícula documental estatunidenca muda en blanc i negre del 1913 dirigida per King Vidor i produïda per Mutual Film Corporation, en el que va ser la seva segona o potser primera pel·lícula. Aleshores era representant del setmanari Mutual Weekly.
Amb una càmera prestada situada dalt d'un magatzem de cotó i dues bobines va signar "la major concentració de tropes de la història de l'exèrcit dels Estats Units" en una carretera llarga i recta que s'enfonsava a la vall.